# U-131 (tàu ngầm Đức) (1941)
U-131 là một tàu ngầm tấn công  Lớp Type IX thuộc phân lớp Type IXC được Hải quân Đức Quốc Xã chế tạo trong Chiến tranh Thế giới thứ hai. Nhập biên chế năm 1941, nó chỉ thực hiện được một chuyến tuần tra duy nhất và đánh chìm được một tàu buôn tải trọng 4.016 GRT trước khi bị tàu chiến của Hải quân Hoàng gia Anh đánh chìm trong Đại Tây Dương về phía Tây Nam Bồ Đào Nha vào ngày 17 tháng 12, 1941.

## Thiết kế và chế tạo

### Thiết kế
Thiết kế của tàu ngầm Type IXC có kích thước hơi nhỉnh hơn so với phân lớp Type IXB dẫn trước. Chúng có trọng lượng choán nước 1.120 t (1.100 tấn Anh) khi nổi và 1.232 t (1.213 tấn Anh) khi lặn. Con tàu có chiều dài chung 76,76 m (251 ft 10 in), lớp vỏ trong chịu áp lực dài 58,75 m (192 ft 9 in), mạn tàu rộng 6,76 m (22 ft 2 in), chiều cao 9,60 m (31 ft 6 in) và mớn nước 4,70 m (15 ft 5 in).
Chúng trang bị hai động cơ diesel MAN M 9 V 40/46 siêu tăng áp 9-xy lanh 4 thì, tổng công suất 4.400 PS (3.200 kW; 4.300 bhp), dẫn động hai trục chân vịt đường kính 1,92 m (6,3 ft), cho phép đạt tốc độ tối đa 18,3 kn (33,9 km/h), và tầm hoạt động tối đa 13.450 nmi (24.910 km) khi đi tốc độ đường trường 10 kn (19 km/h). Khi đi ngầm dưới nước, chúng sử dụng hai động cơ/máy phát điện Siemens-Schuckert 2 GU 345/34 tổng công suất 1.000 PS (740 kW; 990 shp). Tốc độ tối đa khi lặn là 7,3 kn (13,5 km/h), và tầm hoạt động 63 nmi (117 km) ở tốc độ 4 kn (7,4 km/h). Con tàu có khả năng lặn sâu đến 230 m (750 ft).
Vũ khí trang bị có sáu ống phóng ngư lôi 53,3 cm (21 in), bao gồm bốn ống trước mũi và hai ống phía đuôi, và mang theo tổng cộng 22 quả ngư lôi 53,3 cm (21 in). Tàu ngầm Type IX trang bị một hải pháo 10,5 cm (4,1 in) SK C/32 với 110 quả đạn, một pháo phòng không 3,7 cm (1,5 in) SK C/30 và hai pháo phòng không 2 cm (0,79 in) C/30. Thủy thủ đoàn bao gồm 4 sĩ quan và 44 thủy thủ.

### Chế tạo
U-131 được đặt hàng vào ngày 7 tháng 8, 1939, và được đặt lườn tại xưởng tàu AG Weser của hãng DeSchiMAG ở Bremen vào ngày 1 tháng 9, 1940. Nó được hạ thủy vào ngày 1 tháng 4, 1941, và nhập biên chế cùng Hải quân Đức Quốc Xã vào ngày 1 tháng 7, 1941 dưới quyền chỉ huy của Hạm trưởng, Thiếu tá Hải quân Arend Baumann.

## Lịch sử hoạt động
U-131 tiến hành chạy thử máy và huấn luyện trong thành phần Chi hạm đội U-boat 4 cho đến ngày 1 tháng 11, 1941, khi nó được điều sang Chi hạm đội U-boat 2 để tiếp tục huấn luyện, và ở lại cùng đơn vị này khi được đưa ra hoạt động trên tuyến đầu cho đến khi bị mất.
U-131 xuất phát từ cảng Kiel, Đức vào ngày 27 tháng 11, 1941 cho chuyến tuần tra duy nhất trong chiến tranh. Nó tiến ra Bắc Hải, rồi băng qua khe GI-UK giữa các quần đảo Shetland và Faroe để vòng qua quần đảo Anh, và hoạt động tại vùng biển Bắc Đại Tây Dương về phía Tây Ireland (Khu vực Tiếp cận phía Tây). Ở vị trí khoảng 300 nmi (560 km) về phía Nam Iceland vào ngày 6 tháng 12, nó phóng ngư lôi đánh chìm chiếc tàu buôn Anh Scottish Trader 4.016 GRT, vốn bị tụt lại phía sau Đoàn tàu SC-56 và đang trong hành trình từ Philadelphia đi Liverpool.
Đến ngày 17 tháng 12, ở lối ra vào phía Tây của eo biển Gibraltar, trong khi đang theo dõi Đoàn tàu HG-76 trong thành phần bầy sói Seeräuber, U-131 bị một máy bay tiêm kích Grumman Martlet xuất phát từ tàu sân bay hộ tống HMS Audacity phát hiện. Chiếc tàu ngầm buộc phải lặn xuống ẩn nấp, trong khi các tàu chiến thuộc Đội hộ tống 36 Hải quân Hoàng gia Anh dưới quyền Trung tá Hải quân Frederic John Walker, bao gồm tàu khu trục HMS Stanley, các tàu khu trục hộ tống HMS Stork, HMS Exmoor và HMS Blankney cùng tàu corvette HMS Pentstemon, truy lùng.
Bị sonar của Stanley phát hiện và bị Pentstemon thả mìn sâu tấn công, U-131 buộc phải trồi lên mặt nước do bị rò rỉ khí chlorine từ ắc-quy. Không thể lặn, chiếc U-boat tìm cách chạy thoát khi đi hết tốc độ trên mặt nước, và đã bắn rơi một máy bay Martlet khiến viên phi công thiệt mạng. Tuy nhiên tàu chiến của Đội hộ tống 36 bắn trúng đích nhiều phát, và khi nhận ra tình hình đã trở nên vô vọng, thủy thủ của U-131 đã bỏ tàu sau khi tự đánh đắm chiếc U-boat tại tọa độ 34°12′B 13°35′T / 34,2°B 13,583°T. Toàn bộ 47 thành viên thủy thủ đoàn của U-131 đều sống sót và bị bắt làm tù binh chiến tranh.

### "Bầy sói" tham gia
U-131 từng tham gia một bầy sói:
- Seeräuber (14 – 17 tháng 12, 1941)

### Tóm tắt chiến công
U-131 đã đánh chìm được một tàu buôn tải trọng 4.016 GRT:
| Ngày             | Tên tàu         | Quốc tịch      | Tải trọng | Số phận      |
| ---------------- | --------------- | -------------- | --------- | ------------ |
| 6 tháng 12, 1941 | Scottish Trader | United Kingdom | 4.016     | Bị đánh chìm |